# Denizli
Denizli és una ciutat de Turquia a la vall del riu Büyük Menderes, capital de la província de Denizli, a la regió de l'Egeu, sud-oest del país.
La població és al tomb del 400.000 habitants (2006). Destaca la indústria tèxtil desenvolupada als anys vuitanta i noranta; gran part de la producció és destinada a l'exportació. També hi ha indústria elèctrica i altres. El clima és calorós a l'estiu, però fred a l'hivern amb pluges i vents. Les muntanyes de la vora es cobreixen de neu. La pluja és freqüent a la primavera.
El seu nom deriva de la paraula turca que vol dir "una vila a la vora del mar (o d'un llac)" tot i no tenir la mar prop ni tampoc cap llac i sembla que li fou donat per les moltes fonts. Una altra teoria diu que el nom va derivar de Domuzlu (Vila de les verres) A les fonts turques apareix com Toñuzlu. Ciutat bàsicament industrial i una de les que més creix de Turquia, té a la rodalia les fonts termals de Pamukkale, i les ruïnes de les antigues Hieràpolis i de Laodicea del Licos (antiga capital de Frígia a Eskihisar a la vora Çürük Su afluent del Büyük Menderes, a uns 9 km). A uns 15 km es troben les restes de l'antiga ciutat de Colossae. També a la rodalia es troben Hydrela i Chonae. A la rodalia de la ciutat han sorgit un bon nombre de vil·les de luxe.
La ciutat disposa de la Universitat de Pamukkale. Un curiós museu de la ufologia també s'ha obert als darrers anys degut als nombrosos albiraments d'ovnis a la regió. L'aeroport de Denizli Çardak és a uns 45 minuts en vehicle.

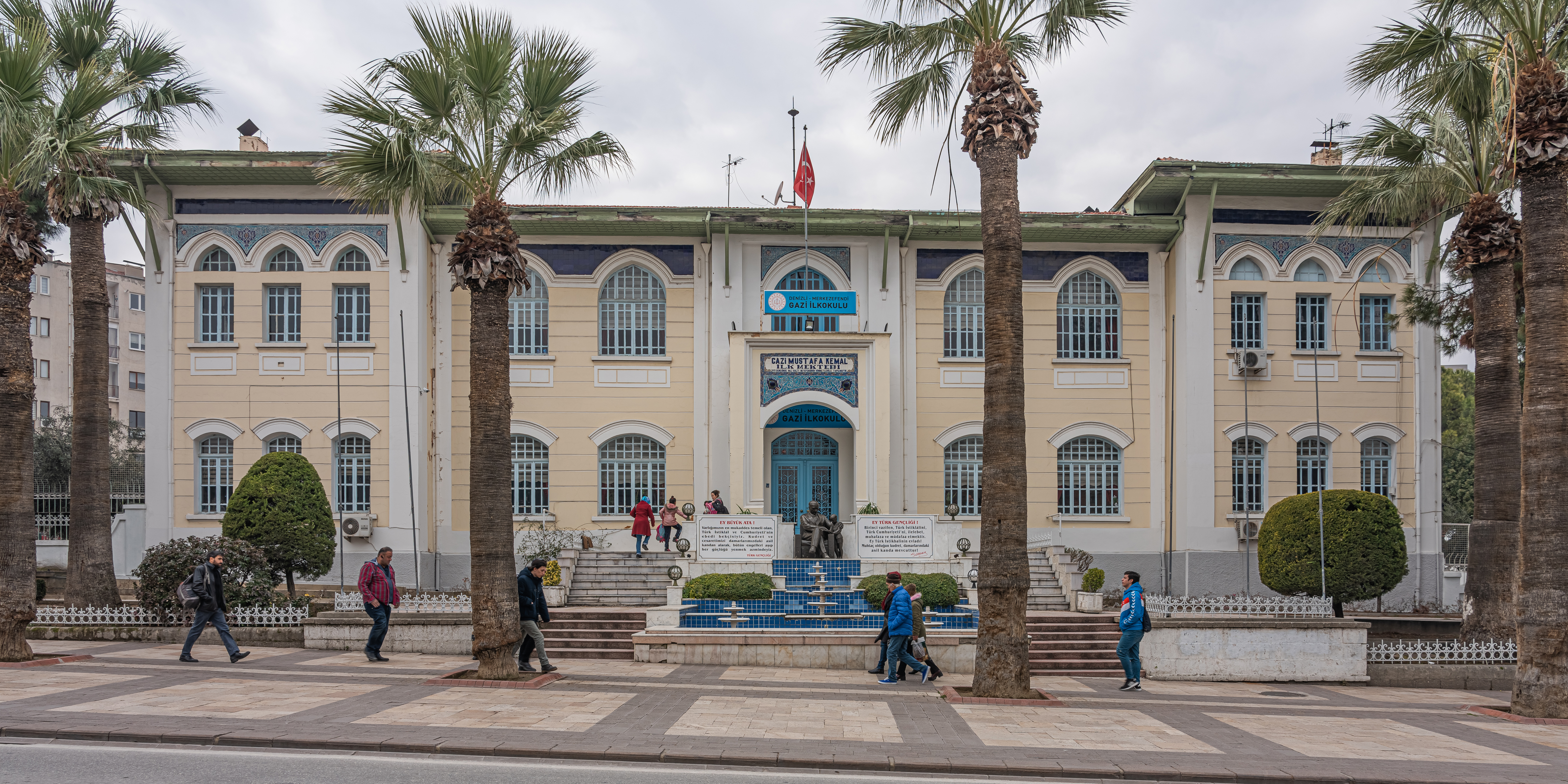
"Casa de Cultura" a Denizli

## Llocs turístics

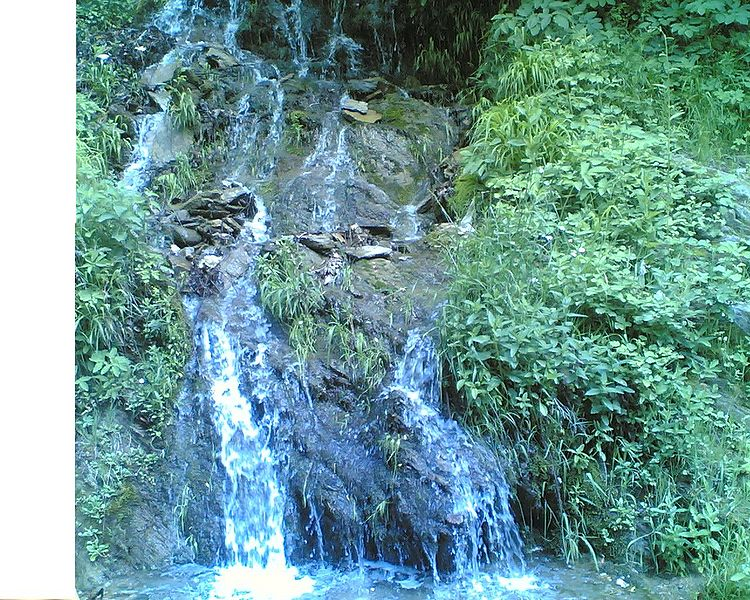
Font a Denizli

- Hieràpolis i Pamukkale, llocs declarats Patrimoni de la Humanitat
- L'estació de caravanes dels seljúcides d'Akhan, a 6 km
- Goncalı, històrica estació ferroviària
- Honaz, zona d'excursió a l'estiu
- Estàtua d'Ataturk al Çınar Meydanı, centre de la ciutat
- Laodicea del Licos
- Servergazi Türbesi, del segle xii a la vila de Yenişehir
- Centre comercial Forum Çamlık

## Història
Laodicea del Licos fou fundada per Antíoc II Theós al segle iii aC al lloc de l'antiga Diòspolis. Sota els romans fou una de les principals ciutats de Frígia. Fou romana d'Orient fins al final del segle xi; llavors els grecs la van disputar als seljúcides que la van ocupar diverses vegades. Aleix I Comnè (1081-1118) la va arrabassar als seljúcides el 1098, però més tard els romans d'Orient la van perdre. Joan II Comnè (1118-1143) la va recuperar i devastar, i el 1158 i 1189 els turcs la van devastar al seu torn i es van instal·lar a la zona restant però la ciutat en mans dels romans d'Orient fins al 1206; en aquest any Teodor I Làscaris (1204-1222) la va haver de cedir (junt amb Chonae, moderna Honaz) a Manel Mavrozomes, sogre del sultà Ghiyat al-Din Kaykhusraw I.
El 1257 Izz al-Din Kaykawus II la va donar a Miquel Paleòleg a canvi de la seva ajuda contra el seu germà rebel Rukn al-Din aliat als mongols; la guarnició romana d'Orient que s'hi va establir no s'hi va poder mantenir gaire temps i quan Miquel VII Paleòleg va ser associat al tron el 1259 ja tornava a estar a mans dels turcs. Aquestos l'anomenaven Ladik, però després del 1259 comença a aparèixer el nom de Toñuzlu (que derivaria en Deñizli), nom probablement d'un assentament turc al costat de la vila, a la que va absorbir al segle xiv.
El 1261 s'hi va revoltar Mehmed Beg (que no era ni el karamànida Mehmed Beg mort el 1277, ni el Aydinoghlu Mehemed Beg mort el 1334) en contra del sultà Izz al-Din Kaykawus II, i es va fer amo de la regió i va demanar la investidura al sobirà mongol Hulagu de Pèrsia; aquesta investidura es referia a les viles de Toñuzlu, Khonas (Honaz) i Talamani (Dalaman), originant el beilicat o emirat de Toñuzlu (Deñizli) que va ser de curta volada. El 1262 Hulagu, a petició de Rukn al-Din, va envair el territori i va derrotar i matar Mehmed Beg, i la successió va passar al seu gendre Ali Beg que va dirigir als turcmans de la regió fins al 1271 quan les viles de Toñuzlu i Khonas van passar als fills del visir Fakhr al-Din Ali. Ali Beg, per recuperar la independència, es va aliar el 1277 al rebel Djimri i al karamànida Mehmed Beg, però fou derrotat pel sultà i va morir a la lluita.
L'anarquia que va seguir va afavorir l'establiment de beilicats turcmans, i la conquesta del territori pel beilicat dels germiyànides, que dominava Kutahya (final del segle xiii) i que vers 1300 va esdevenir independent. La vila fou visitada per al-Umari i per Ibn Battuta (1330 i 1332 respectivament) i estava en poder del príncep Yinandj Beg, de la casa de Germiyan. Però després va passar a mans dels emirs Menteshe de Cària; les lluites entre els dos emirats per la regió de Toñuzlu, en els següents anys, va perjudicar greument a la ciutat que va perdre importància.
El 1390 finalment Toñuzlu va caure en mans dels otomans junt amb Germiyan. La tardor del 1402 hi va estar Tamerlà, que va restituir l'emirat de Germiyan, però el 1429 ja tornava a ser otomana. Un fill de Baiazet II la va governar quan era una liwa de l'eyalat de d'Anadolu. Al segle xvii va ser reduïda a kada (districte) del sandjak de Kutahya i fou en aquesta època quan el nom de Deñizli es va imposar. Ewliya Celebi ja l'esmenta com Deñizli igual que Katib Celebi. Llavors estava dividida en 24 barris i tenia 7 mesquites. Un terratrèmol la va destruir en gran part el 1702 (12.000 morts) i va restar com una vila de poca importància.
Fins al segle xix no fou elevada a capçalera de sandjak del wilayat d'Aydın. El 1891 es va obrir una via fèrria que la va unir per Gondjali a la línia Izmir-Egridir. Durant la guerra contra Grècia (1919-1922) els grecs van avançar fins a Sarayköy a només 20 km al nord-oest, però mai van arribar a la ciutat. Amb la república fou erigida en capital provincial i el 1927 tenia 15.787 habitants, que el 1940 ja eren 19.461.

## Persones il·lustres
- Demet Akbağ – actriu turca
- Sıla - cantant turca